# Wyatt (band)
Wyatt was een Nederlandse band uit Rotterdam, die actief was tussen 1996 en 2006.

## Biografie
Wyatt werd in 1996 door Dennis Kolen, Wietse Zeedijk en Martijn van der Graaf opgericht. In 1998 bracht het Rotterdamse Platenlabel Xplo Music hun eerste album uit, onder productie van Reyn Ouwehand. In 1999 tekende de band een contract bij de Duitse platenmaatschappij Edel. Voor Edel nam de het album The big picture op, onder productie van Reyn Ouwehand. Sander van Herk, oud-gitarist van Het Goede Doel, mixte het album. Deze plaat werd opgepikt door 3FM, waar de singles Best days en If regelmatig te horen waren en werd de band uitgenodigd voor het programma 2 Meter Sessies van Jan Douwe Kroeske. Ze speelden voorprogramma's voor onder andere Kane en Golden Earring.
In 2003 werd de band uitgebreid met een toetsenist en een gitarist en werd drummer Van der Graaf vervangen door Michel Vink. Ook kreeg de band een Essent Award toegekend. In 2004 verscheen bij Warner het derde album, The last of great fireworks. Geproduceerd door Kolen en Zeedijk en wederom gemixt door Van Herk. Eind 2004 stopte de Nederlandse tak van Warner, waardoor Wyatt, evenals artiesten als Ilse de Lange en Krezip, plotseling weer zonder platenlabel zat.
In 2005 besloot Kolen naast Wyatt een solocarrière te starten als singer-songwriter. Zijn eerste soloalbum, met als titel The Jinx, werd goed ontvangen. In 2006 bracht Wyatt in eigen beheer haar laatste plaat, het zelf geproduceerde Miracle, uit, dat een stuk steviger was dan zijn voorgangers. Nadat het succes ook met deze plaat uitbleef, betekende dat het einde van Wyatt. Kolen ging solo verder en liet zich nog regelmatig begeleiden door voormalig bandgenoten bassist Zeedijk en toetsenist Lagendijk.
Kolen heeft ondertussen tien soloalbums op zijn naam staan en treedt nog regelmatig op.

## Discografie

### Albums
| Album met eventuele hitnotering(en) in de Nederlandse Album Top 100 | Datum van verschijnen | Datum van binnenkomst | Hoogste positie | Aantal weken | Opmerkingen |
| ------------------------------------------------------------------- | --------------------- | --------------------- | --------------- | ------------ | ----------- |
| Wyatt                                                               | 1998                  | -                     | -               | -            |             |
| The big picture                                                     | 2001                  | -                     | -               | -            |             |
| The last of great fireworks                                         | 2004                  | -                     | -               | -            |             |
| Miracle                                                             | 2006                  | -                     | -               | -            |             |

### Singles
| Single met eventuele hitnotering(en) in de Nederlandse Top 40 | Datum van verschijnen | Datum van binnenkomst | Hoogste positie | Aantal weken | Opmerkingen               |
| ------------------------------------------------------------- | --------------------- | --------------------- | --------------- | ------------ | ------------------------- |
| For Andrea                                                    | 1997                  | -                     | -               | -            |                           |
| Best days                                                     | 2000                  | -                     | -               | -            | #100 in de Single Top 100 |
| If                                                            | 2001                  | -                     | -               | -            | #93 in de Single Top 100  |
| Fireworks                                                     | 2004                  | -                     | -               | -            |                           |
| Miss me Too                                                   | 2004                  | -                     | -               | -            |                           |
| Black chemistry                                               | 2006                  | -                     | -               | -            |                           |